# Кошкентальський сільський округ
Кошкента́льський сільський округ (каз. Көшкентал ауылдық округі, рос. Кошкентальский сельский округ) — адміністративна одиниця у складі Аксуського району Жетисуської області Казахстану. Адміністративний центр — село Кошкентал.
Населення — 1125 осіб (2021; 1096 у 2009, 1392 у 1999, 1867 у 1989).
Станом на 1989 рік існувала Кошкентальська сільська рада (села Кошкентал, Культабан) колишнього Капальського району.

## Склад
До складу округу входять такі населені пункти:
| Населений пункт | Населення, осіб (1989) | Населення, осіб (1999) | Населення, осіб (2009) | Населення, осіб (2021) |
| --------------- | ---------------------- | ---------------------- | ---------------------- | ---------------------- |
| Колтабан, село  | 609                    | 282                    | 204                    | 297                    |
| Кошкентал, село | 1258                   | 1110                   | 892                    | 828                    |